# 그렉 코스티캔

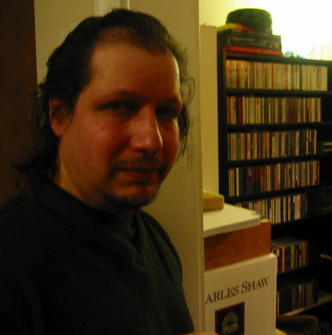

그렉 코스티캔(Greg Costikyan, 1959년 7월 22일 ~ )은 미국의 게임 디자이너이자 SF 작가이다. 경력은 전쟁 게임, 롤플레잉 게임, 보드 게임, 카드 게임, 컴퓨터 게임, 온라인 게임, 모바일 게임을 포함한 상당한 장르를 아우른다.
오리진스상을 다섯 차례 수상했다. 2007년 3월 7일, 게임 디벨로퍼스 초이스 어워드를 수상했다.